# 南外村
南外村（なんがいむら）は、秋田県の中央南部に位置していた村である。2005年（平成17年）に周辺の市町村と合併して大仙市となった。合併後も大仙市南外として地名が残っている。

## 地理
楢岡川が村を流れ、村の北端で雄物川と合流する。村の東端は大平山がある。村の西部には、南外ダムによる湖がある。
- 山：大平山、勝軍山、長者山、権現山、土筆森山、扇森
- 河川：雄物川、楢岡川
- 湖沼：南外ダム

## 歴史

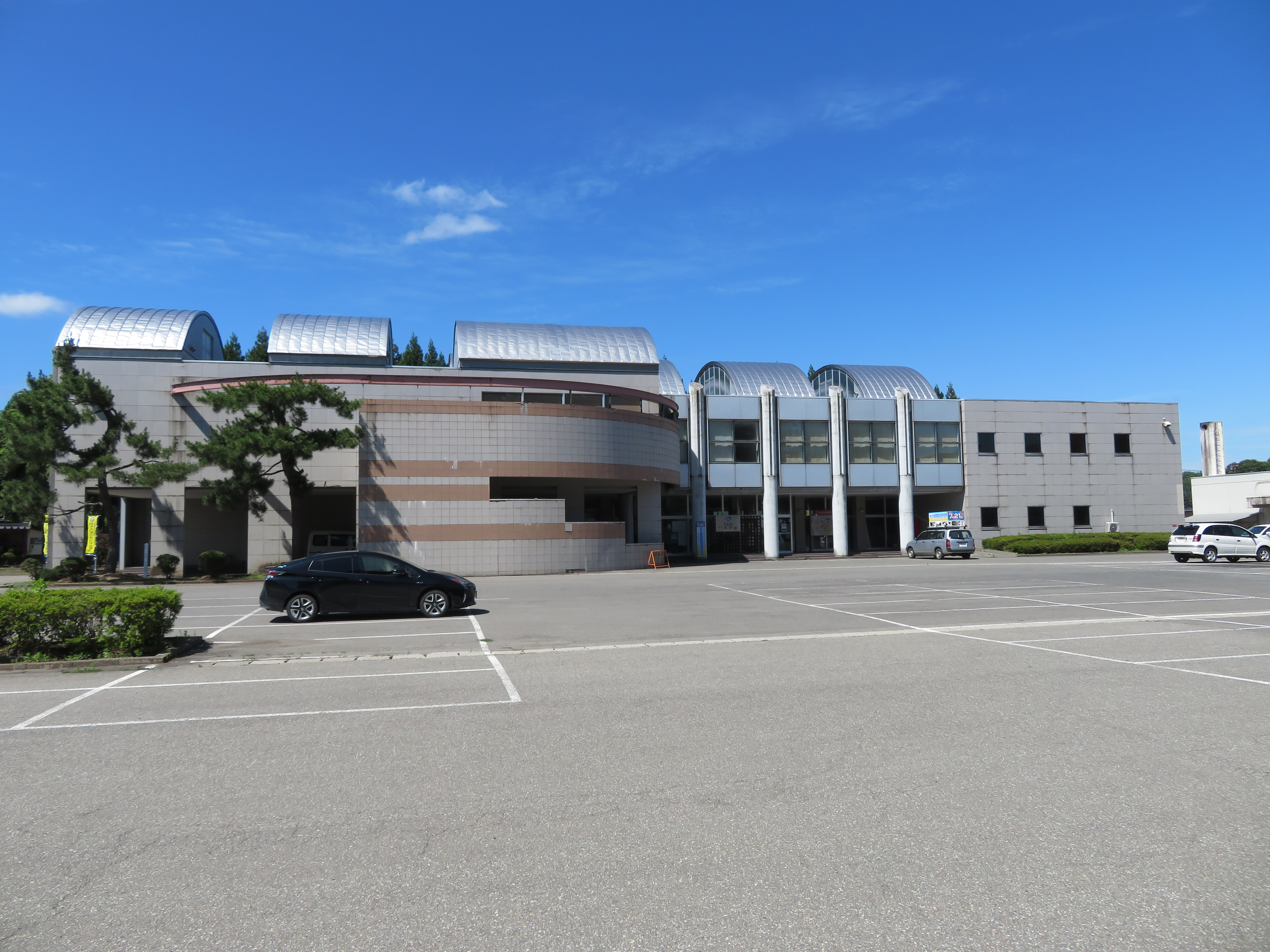
1990年9月落成の村役場庁舎

- 1889年（明治22年）4月1日 - 町村制施行に伴い仙北郡南楢岡村，外小友村が成立。
- 1955年（昭和30年）3月31日 - 仙北郡南楢岡村、外小友村が合併し、南外村となる。
- 2005年（平成17年）3月22日 - 大曲市、仙北郡中仙町、神岡町、太田町、協和町、仙北町、西仙北町と合併し、大仙市となる。

## 教育
（合併後はすべて大仙市立）

### 中学校
- 南外村立南外中学校

### 小学校
- 南外村立南外西小学校
- 南外村立南楢岡小学校

## 交通

### 鉄道
村内を鉄道路線は通っていない。鉄道を利用する場合の最寄り駅は、JR奥羽本線神宮寺駅。

### 道路
- 一般国道
  - 国道105号

## 名所・旧跡・観光スポット

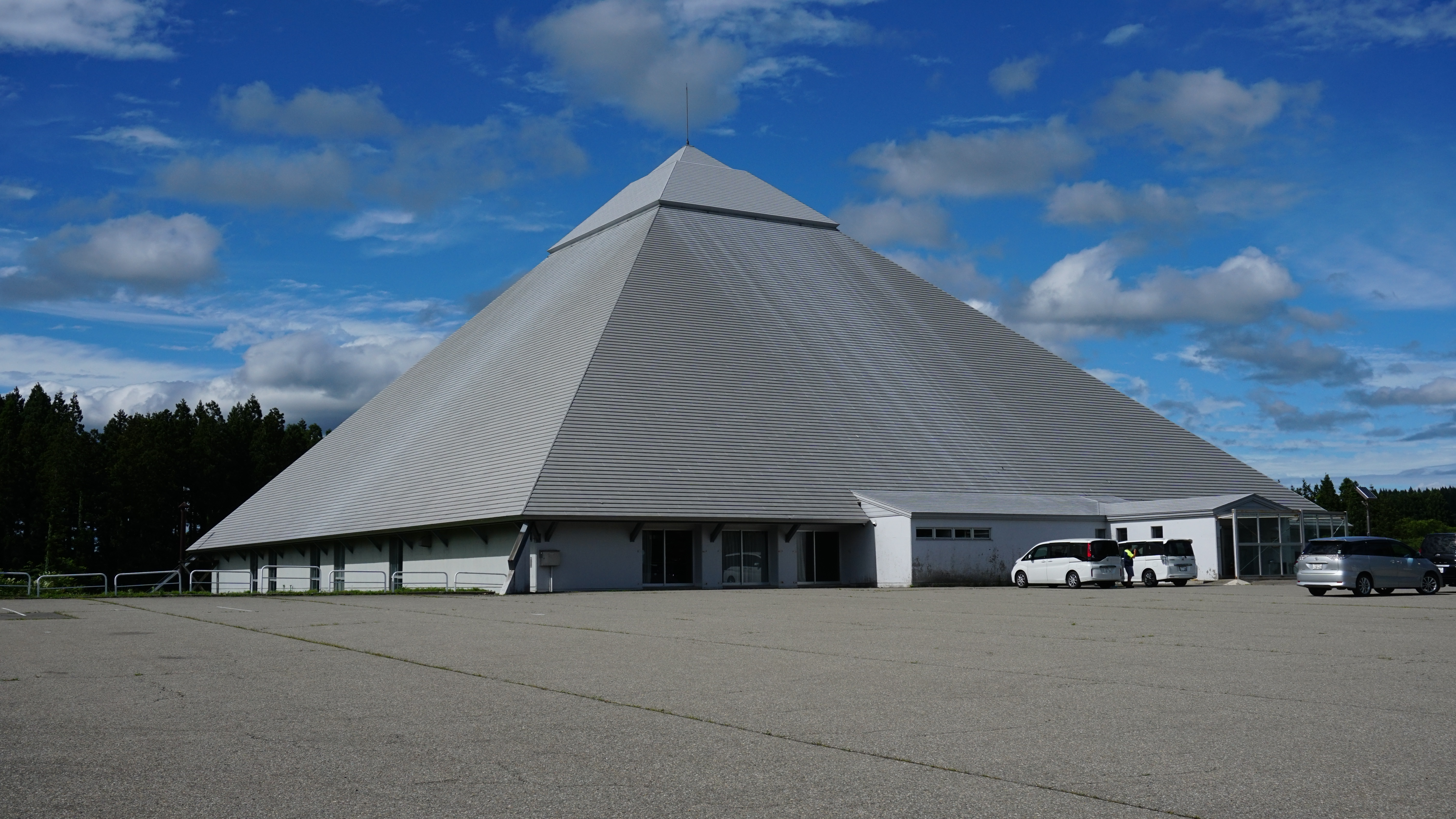
大仙市南外体育館（旧南外村民体育館）

- 松木田温泉 南外村ふるさと館 - ふるさと創生事業により建設され[1]、1992年にオープンした村営の温泉宿泊施設[2]。
- 岩倉温泉 - 江戸時代からの歴史がある温泉[3]。
- 湯の神温泉 - 1960年（昭和35年）に開湯し、数軒の湯治宿ができた[3]。
- 不動の滝
- さくら公園
- 村民体育館 - ピラミッド型の印象的な建造物で、1992年度から1994年度にかけて整備された[4]。
- 山村運動広場 - 1987年に野球場などが建設され、1991年にテニスコートが整備された[4]。
- 楢岡城跡 - 古館山にある中世の城館跡[5]。

## 文化・名物
- 楢岡焼
- 又五郎こけし[5]
- 日本酒「出羽鶴」
- シイタケ[1]
- 秋田南外の仕事着 - 国の登録有形民俗文化財
- 秋田県550歳野球大会 - 1992年に第1回開催[1]。

## 出身有名人
- 伊藤恭之助（醸造家、農業経営者、衆議院議員）
- 伊藤徳五郎（アメリカに柔道を広めた人物）
- 絹川武良司 （物理化学者）
- 楢錦政吉（1920年代の幕内力士）
- 両國勇治郎（大相撲力士、新入幕の1914年5月場所で9勝1休で優勝した。）